# أبو يوسف يعقوب البريدي
أبو يوسف يعقوب البريدي كان أحد أبناء البريدي الثلاثة، وهو الأوسط من بني البريدي.
حصل أخوه أبو عبد الله أحمد بن البريدي من الوزير ابن مقلة (927-928 ك)، على رشوة قدرها 20 ألف دينار، على جباية ضرائب ولاية الأهواز لنفسه، وعلى مناصب مربحة لأخويه. وحوالي عام 934 م، كان نائبًا لأخيه في بغداد.
في عام 942 م، كان مع إخوته في البصرة، التي كانوا يسيطرون عليها، وشارك في الحرب ضد أمير عُمان الذي نزل واستولى على الأبلة. وفي عام 943 م، استنفد أخوه الأكبر أبو عبد الله، موارده المالية فقتله للاستيلاء على أمواله (تشرين الأول).